# Прва савезна лига Југославије у фудбалу 1990/91.
Прва савезна лига Југославије у фудбалу 1990/91. била је највиши ранг фудбалског такмичења у Југославији 1990/91. године. И шездесеттрећа сезона по реду у којој се организовало првенство Југославије у фудбалу. Шампион је постала Црвена звезда из Београда, освојивши своју осамнаесту шампионску титулу.
Такође ово је и последња сезона у којој су учествовали тимови из СР Словеније и СР Хрватске. Ове Републике су 1991. године прогласиле независност, и отцепиле се од Југославије. Убрзо потом оформељена су првенства Словеније (Прва лига телеком Словеније) и Хрватске (Прва ХНЛ) у фудбалу.

## Преглед сезоне
Сезону је обележио етнички мотивисан инцидент током утакмице Хајдука из Сплита и Партизана из Београда, 26. септембра 1990. године. Група Хајдукових навијача утрчала је на терен у покушају да нападне играче Партизана, који су успели да се неповређени склоне у свлачионицу. Домаћи навијачи су узвикујући антисрпске слогане запалили југословенску заставу која је била подигнута на званичном јарболу стадиона, да би затим истакли хрватску шаховницу (која у то време није била у званичној употреби, и стога је сматрана хрватским националистичким симболом). У тренутку прекида Партизан је водио 2:0, а утакмица је регистрована службеним резултатом 3:0 за Партизан.

## Табела
| Место | Клуб                | мечева | победа | нерешених | пораза | дати голови | примљени голови | гол разлика | бодова |
| ----- | ------------------- | ------ | ------ | --------- | ------ | ----------- | --------------- | ----------- | ------ |
| 1     | Црвена звезда       | 36     | 25     | 6         | 5      | 88          | 54              | +34         | 54     |
| 2     | Динамо Загреб       | 36     | 20     | 10        | 6      | 72          | 36              | +36         | 44     |
| 3     | Партизан            | 36     | 18     | 8         | 10     | 62          | 36              | +26         | 41     |
| 4     | Борац Бања Лука     | 36     | 14     | 11        | 11     | 42          | 38              | +4          | 35     |
| 5     | Пролетер Зрењанин   | 36     | 17     | 4         | 15     | 50          | 49              | +1          | 35     |
| 6     | Хајдук Сплит        | 36     | 15     | 9         | 12     | 49          | 38              | +11         | 33     |
| 7     | Војводина           | 36     | 14     | 9         | 13     | 47          | 52              | -5          | 33     |
| 8     | Рад                 | 36     | 14     | 7         | 15     | 42          | 34              | +8          | 32     |
| 9     | Осијек              | 36     | 14     | 6         | 16     | 52          | 57              | -5          | 32     |
| 10    | Раднички Ниш        | 36     | 14     | 5         | 17     | 35          | 49              | -14         | 32     |
| 11    | ФК Сарајево         | 36     | 13     | 10        | 13     | 37          | 48              | -11         | 31     |
| 12    | Вележ Мостар        | 36     | 12     | 10        | 14     | 54          | 55              | -1          | 30     |
| 13    | Земун               | 36     | 12     | 10        | 14     | 40          | 53              | -13         | 30     |
| 14    | Олимпија Љубљана    | 36     | 14     | 3         | 19     | 41          | 59              | -18         | 30     |
| 15    | Ријека              | 36     | 13     | 10        | 13     | 33          | 25              | +8          | 29     |
| 16    | Жељезничар Сарајево | 36     | 11     | 13        | 12     | 35          | 41              | -6          | 29     |
| 17    | Будућност Титоград  | 36     | 13     | 6         | 17     | 43          | 48              | -5          | 28     |
| 18    | Слобода Тузла       | 36     | 11     | 7         | 18     | 36          | 56              | -20         | 23     |
| 19    | Спартак Суботица    | 36     | 1      | 10        | 25     | 25          | 74              | -49         | 4      |
| -     | Вардар Скопље       | -      | -      | -         | -      | -           | -               | -           | -      |
| -     | ОФК Београд         | -      | -      | -         | -      | -           | -               | -           | -      |
| -     | Сутјеска Никшић     | -      | -      | -         | -      | -           | -               | -           | -      |
| -     | Пелистер Битољ      | -      | -      | -         | -      | -           | -               | -           | -      |

|  | Куп европских шампиона   |
|  | Куп УЕФА                 |
|  | Куп победника купова     |
|  | испали из прве лиге      |
|  | пласирали се у прву лигу |

## Листа најбољих стрелаца
| Pl. | Име               | Екипа         | Голови |
| --- | ----------------- | ------------- | ------ |
| 01. | Дарко Панчев      | Црвена звезда | 34     |
| 02. | Давор Шукер       | Динамо Загреб | 22     |
| 03. | Звонимир Бобан    | Динамо Загреб | 16     |
| 04. | Мехо Кодро        | Вележ Мостар  | 14     |
| 04. | Предраг Мијатовић | Партизан      | 14     |
| 04. | Драгиша Бинић     | Црвена звезда | 14     |

## Састави екипа
| Екипа         | Играчи | Тренер                                            |
| ------------- | --- | ------------------------------------------------- |
| Црвена звезда | Влада Стошић (35/4), Миодраг Белодедић (34/1), Стеван Стојановић (33/0), Дарко Панчев (32/34), Владимир Југовић (32/7), Илија Најдоски (32/2), Душко Радиновић (30/0), Роберт Просинечки (29/12), Драгиша Бинић (27/14), Слободан Маровић (27/1), Рефик Шабанаџовић (26/0), Дејан Савићевић (25/8), Синиша Михајловић (14/1) , Ивица Момчиловић (13/0), Раде Тошић (11/0), Љубиша Милојевић (8/1), Горан Јурић (8/0), Горан Василијевић (7/0) , Дејан Јоксимовић (5/0), Иван Аџић (4/1), Владан Лукић (4/1), Енес Бешић (3/0), Милић Јовановић (3/0), Славиша Чула (2/0), Душко Савић (2/0), Ђорђе Аћимовић (1/0), Александар Илић (1/0), Митар Мркела (1/0), Милорад Ратковић (1/0)                                                             | Љупко Петровић                                    |
| Динамо        | Дражен Ладић (35), Давор Шукер (32/22), Жељко Петровић (32/2), Славко Иштванић (30), Младен Младеновић (28/6), Грегор Жидан (28/2), Саша Першон (28), Звонимир Бобан (26/16), Кујтим Шаља (24/8), Жељко Аџић (23/3), Мухамед Прељевић (21/1), Вјекослав Шкрињар (21/1), Андреј Панадић (18), Драженко Прскало (16/1), Јосип Гашпар (15/2), Хернан Медфорд (14/3), Дамир Лесјак (11), Звонко Липовац (10), Жељко Цупан (8/1), Дражен Бесек (8), Стјепан Деверић (7/2), Ален Петернац (7), Миљенко Ковачић (6), Роналд Гонзалес (5), Џевад Турковић (4), Примож Глиха (2/2), Зоран Мамић (1), Миралем Ибрахимовић 1 | Јосип Куже, Зденко Кобечшћак, Влатко Марковић     |
| Партизан      | Јосип Вишњић (35/9), Предраг Мијатовић (33/14), Будимир Вујачић (33/4), Горан Стевановић (32/5), Горан Богдановић (32/4), Дарко Миланич (32/1), Вујадин Станојковић (32/1), Фахрудин Омеровић (29), Братислав Мијалковић (23), Слађан Шћеповић (22/4), Милан Ђурђевић (20/7), Славиша Јокановић (20/4), Владислав Ђукић (18/4), Гордан Петрић (16), Слађан Ђукић (13/1), Дејан Марковић (10), Милинко Пантић (9/1), Горан Пандуровић (9), Александар Ђорђевић (6), Џони Новак (6), Миодраг Јешић (4), Игор Спасић (3), Зоран Милинковић (2), Ранко Поповић (2), Петар Васиљевић (2), Иван Радивојевић 1 | Милош Милутиновић                                 |
| Пролетер      | Јовица Симанић (34/6), Слободан Дубајић (34/2), Амир Тељиговић (32/3), Ненад Николић (32), Веско Михајловић (31/10), Илија Ивић (30/10), Горан Бошковић (30/8), Мирко Тодоровић (30), Дејан Говедарица (29/6), Горан Гавриловић (25), Златко Заховић (25), Ђорђе Рудан (23), Јован Шарчевић (21/2), Зоран Срдић (20), Ненад Бикић (13), Жељко Станић (11), Славиша Чула (10/1), Срђан Текијашки (8), Никица Маглица (7/1), Зоран Богојевић (7), Небојша Петровић (7), Славко Комар (3), Раденко Нововић 1. | Томислав Манојловић                               |
| Борац         | Анто Јаковљевић (33), Дамир Шпица (31/5), Љубиша Шушић (31/4), Франко Богдан (31/3), Стојан Малбашић (31), Фуад Шашиваревић (30), Дејан Лукић (29/10), Милорад Билбија (29), Горан Алар (21/1), Марио Матаја (20), Милорад Ратковић (17/8), Жељко Бувач (16/6), Витомир Штављанин (16/4), Милан Стегњајић (15/1), Адмир Шарчевић (14), Звонко Липовац (11), Саша Главаш (10), Тихомир Драгосавић (9), Алмир Мемић (8), Бошко Анић (6), Слободан Петровић (6), Марин Галић (5), Веселин Ковачевић (5), Жељко Бабић (3), Адмир Сушић (3), Амир Дургутовић (2), Саша Кнежевић (2), Владица Лемић 1 | Владица Поповић                                   |
| Хајдук        | Славен Билић (32/2), Роберт Јарни (30/8), Ален Бокшић (29/6), Адриан Кознику (28/6), Анте Мише (27/1), Мили Хаџиабдић (27), Јиржи Јеслинек (24/1), Јошко Јеличић (23/7), Дарко Дражић (23/3), горан Вучевић (23/3), Предраг Ерак (23), Игор Штимац (18/3), Драги Сетинов (16/1), Гргица Ковач (16), Ватрослав Михачић (16), Драгутин Челић (15/2), Младен Пралија (14), Марио Осибов (12/1), Дамир Черкић (11/1), Звијездан Пејовић (10), Зоран Славица (8), Роберт Владиславић (7), Бошко Анић (6/1), Марин Лалић (5/1), Радован Крстовић (5), Едуард Абази (4/1), Ивица Морнар (2/1), Дејан Бауман (2), Жељко Бркић (2), Хари Вукас (2), Тончи Мартић (1), Саша Удовић 1.                                                                      | Лука Перузовић, Јосип Скоблар, Станко Поклеповић  |
| Војводина     | Мирослав Тањга (32/4), Милоје Петковић (31/1), Горан Карталија (31), Душан Мијић (31), Зоран Мијуцић (30/7), Дарко Вујовић (30/1), Љубомир Воркапић (29/13), Марко Перовић (25/4), Зоран Хајдић (21), Жељко Дакић (18/2), Зоран Шараба (17), Синиша Михајловић (14/4), Горан Јездимировић (13/1), Бранислав Којичић (13/1), Братислав Живковић (13/1), Предраг Брзаковић (13), Благоја Китановски (12), Јово Босанчић (11), Горан Ћурко (11), Гојко Тривић (11), Александар Коцић (10), Зоран Милинковић (10), Радослав Самарџић (9/3), Мирослав Живковић (9), Борислав Томовски (7), Ивица Вуков (7), Горан Шаула (4), Мирослав Пекез (2), Михаљ Балаж (1), Живко Допуђа (1), Јован Гајдашевић 1                                                | Ивица Брзић                                       |
| Рад           | Љубинко Друловић (34/10), Миленко Ковачевић (34/6), Душко Влаисављевић (34/4), Јован Савић (33), Фахредин Дурак (31/5), Мирослав Ђукић (29/1), Ђорђе Васић (29/1), Милан Ђуровић (26/1), Саша Недељковић (26), Недим Тутић (25/5), Мирослав Стевић (24/2), Горан Аћимовић (18/1), Ивица Гвозден (17), Саша Штрбац (15/1), Харун Иса (10), Зоран Ризнић (9), Дејви Главевски (8/1), Мирко Михић (8), Милош Дабић (7), Радоман Грбовић (7), Славиша Рајовић (6), Здравко Дринчић (5/1), Зоран Мирковић (5), Александар Пајић (4/1), Горан Цветковић (4), Чедомир Ђоинчевић (2/1), Душан Ајдер (2), Игор Ташевски (2), Предраг Гајић 1. | Драгутин Спасојевић, Драган Гуглета               |
| Осијек        | Жељко Вуковић (34/1), Миленко Вукчевић (33/6), Милан Маричић (32/3), Мирослав Житњак (32), Емир Мушић (31/10), Ивица владимир (31/1), Синиша Кончаловић (30/1), Ненад Дрљача (30), Томислав Штајнбрикнер (25/8), Ален Петровић (25/4), Горан Влаовић (24/11), Жељко Пакасин (22/1), Александар Метлицки (18/4), Миљенко Милићевић (17), Роберт Шпехар (15/1), Мидхат Глухачевић (10), Мирослав Бићанић (9), Дражен Подунавац (7), Андреј Шалимо (7), Илица Перић (6), Бранко Шерић (3), Ненад Бјелица (2), Саша Мишковић (2), Јасмин Синановић (2), Ивица Кулешевић (2), Милан Јанковић (1/1), Давор Бајсић (1), Давор Рупник (1), Горан Скелеџић 1.                                                                                             | Ивица Грња                                        |
| Раднички      | Миодраг Момчиловић (35), Горан Стојиљковић (34/10), Александар Кузмановић (33/1), Срђан Младеновић (31/4), Благоја Кулевски (31/2), Ненад Јакшић (29/5), Слободан Милетић (29/2), Зоран Милошевић (29), Драган Гавриловић (26), Завиша Пејић (24), Нино Ристић (24), Саша Мркић (21), Горан Антић (20/2), Радојко Пантелић (17), Дејан Петковић (17), Владан Томић (16/7), Зоран Стојановић (14), Милан Тепић (7/1), Милосав Манојловић (7), Бобан Ристић (6/1), Милоје Вукић (4), Александар Момировић (3), Радивоје Манић (2), Сенад Салетовић (2), Александар Аранђеловић (1), Радојица Цвејић (1), Горан Пантић 1. | Слободан Халиловић                                |
| Сарајево      | Ристо Видаковић (35/2), Вејсил Варупа (33), Муслија Рамовић (32/3), Срђан Бајић (32), Дане Купрешанин (31/8), Дејан Раичковић (29/1), Исмет Мулавдић (24), Милош Недић (22/8), Хуџеин Геца (22/1), Алексеј Прудњиков (18), Сретко Вуксановић (18), Мемнум Суљагић (17), Хајрудин Чардаклија (16), Бернард Барњак (14/7), Горан Ковачевић (14/2), Миодраг Ћирковић (14), Игор Лазић (13), Антал Пухалак (11/3), Енес Карамехмедовић (10/2), Хусреф Мусемић (9), Емир Вазда (8), Срђан Слагало (7), Зоран Љубичић (6), Александар Гузина (5), Скендер Бишевић (4), Миралем Рамић (4), Давор Јаковљевић (3), Предраг Јушић (3), Сенад Мердановић (3), Сенад Репух (2), Нермин Ченгић (1), Харис Јагањац (1), Горан Шљивић 1.                        | Рајко Рашевић, Србољуб Маркушевић, Фуад Музуровић |
| Вележ         | Бакир Беширевић (36/3), Мехо Кодро (34/14), Емир Туфек (34/7), Зденко Једвај (34), Владимир Гудељ (33/13), Ненад Масловар (29/2), Ибро Рахимић (29/1), Мустафа Пешталић (28), Срђан Чолак (26), Исмет Шишић (25/1), Елвис Маргета (21/1), Дарко Маврак (20), Драган Глоговац (17/1), Јошко Поповић (15/7), Златко Далић (12/2), Никола Јуричић (11/1), Славен Муса (11), Ахмед Госто (9), Дамир Черкић (8), Велибор Пудар (7), Дарко Бирјуков (6), Сањин Пинтул (6), Никола Јокишић (2/1), Алексеј Прудњиков (2), Лука Рончевић (2), Јовица Анђелковић (2), Хусеин Ребац (1), Зијад Репак 1 | Фрањо Џидић                                       |
| Земун         | Лазар Грубор (34/4), Томислав Милићевић (33/2), Драган Виторовић (31), Бобан Китанов (29/4), Дејан Чуровић (27/11), Душко Љубичић (27), Зоран Петровић (26/6), Бранко Николић (25), Драган Лацмановић (23/5), Зоран Мамић (22/1), Драган Марковић (22), Раденко Матичић (22), Лабуд Пејовић (14/1), Новица Стојановић (14/1), Предраг Јокановић (14), Зоран Плеше (13/1), Златко Кежман (13), Ристо Павић (13), Горан Стевановић (12/1), Славко Радовић (12), Горан Чумић (11), Велибор Матановић (8), Ђорђе Искић (6), Милош Шестић (5/1), Зоран Павловић (4), Миодраг Станојевић (2/1), Миломир Антонијевић (1), Мухидин Ћоралић (1), Милован Радуловић (1), Стеван Васић 1.                                                                   | Влада Пејовић                                     |
| Олимпија      | Зоран Варводић (32), Дамир Врабац (30/3), Алфред Јерманиш (30), Јанез Пате (29/8), Алеш Чех (29), Иво Шепаровић (28/6), Драган Зечевић (28/1), Миле Тешић (27/5), Недељко Топић (26/3), Динко Врабац (25/5), Роберт Енгларо (23/2), Дражен Бобан (19), Милија Босиљчић (18/1), Јединко Перица (18), Станислав Комочар (15/1), Владо Милошевић (15/1), Томаж Лоргер (14), Милинко Пантић (14), Примож Глиха (10/4), Иван Радивојевић (10), Ненад Подгајски (6), Михаил Вончина (5), Горан Марић (4), Силвестер Шток (4), Петер Амершек 2. | Милош Шошкић, Слободан Доганџић                   |
| Ријека        | Фабијан Комљеновић (35/9), Тончи Габрић (35), Душан Кљајић (35), Бранко Драгутиновић (33), Драган Пунишић (31/6), Миро Стипић (29/3), Казимир Вулић (29/2), Стојан Белајић (29/1), Дубравко Павличић (26), Дарко Несторовић (24/2), Иван Куртовић (24/1), Драган Скочић (19/2), Матијаж Флоријанчич (18/4), Деан Љубанчић (14), Младен Ромић (12), Валди Шумберац (12), Роберт Рубчић (10/1), Јосип Богдановић (8), Борис Екмешчић (7/1), Роберто Палиска (7/1), Раде Вешовић (6), Фадиљ Мурићи (5), Данијел Шарић (3), Младен Жгањер (2), Зоран Бан 1. | Владимир Лукарић, Младен Вранковић                |
| Жељезничар    | Суад Катана (33/2), Зоран Слишковић (32/9), Драган Шкрба (32), Синиша Николић (31/5), Јасминко Велић (30/4), Милан Павловић (28/1), Марио Станић (28/1), Гордан Видовић (24/2), Горан Јуришић (23), Един Хаџиалагић (19/1), Раде Богдановић (19), Ратко Нинковић (18), Симо Крунић (17/1), Никола Никић (16/2), Радован Крстовић (15/5), Харис Алихоџић (15), Витомир Милошевић (14), Сеад Капетановић (13), Срећко Илић (12), Горан Гутаљ (11), Амар Осим (9/2), Един Ћурић (3), Фархрудин Витешкић (3), Владо Чапљић (2), Исмет Штилић (2), Горан Ђуришић (1), Жељко Павловић (1), Нермин Вазда 1. | Мишо Смајловић                                    |
| Будућност     | Брaнко Брновић (35/5), Анто Дробњак (31/13), Дејан Вукићевић (31/7), Бошко Татар (31/5), Ниша Савељић (31/3), Зоран Мијовић (28), Драгоје Лековић (25/3), Маринко Миротић (24), Младен Мирочевић (24), Миодраг Божовић (23), Жарко Драгаш (20/1), Слободан Шћепановић (19/1), Славко Влаховић (18), Саша Шкара (17/4), Горан Ђуровић (14), Миодраг Радуловић (11/1), Срђан Головић (11), Саша Петровић (11), Војислав Ћалов (10), Срђан Дмитровић (8), Дејан Батровић (7), Срђан Божовић (6), Звонко Рмандић (5), Жељко Роловић (5), Жељко Лековић (4), Един Тузовић (3/1), Веселин Аџић (3), Младен Перовић (3), Миодраг Вукотић (3), Златко Костић (1), Срђан Митровић (1), Дарко Жарић 1.                                                     | Гано Ћерић, Јосип Куже                            |
| Слобода       | Асиф Шарић (34/1), Жељко Ивановић (33/8), Драгослав Костић (33/1), Драган Васић (32), Томо Мркић (31/5), Митар Лукић (30/4), Благоје Радовановић (30/2), Наил Беширевић (30/1), Екрем Ибрић (29), Нихад Шуловић (29), Семир Табаковић (27), Предраг Јовановић (26/9), Денис Садиковић (21), Зоран Милошевић (13/2), Велибор Теофиловић (10/1), Мидхат Арнаутовић (10), Азем Зилкић (6), Недим Омеровић (5/2), Мирсад Турсић (5), Мирза Хаџић (4), Горан Милошевић (4), Мухамед Тахировић (4), Мухамед Коњић (3), Јасенко Сабитовић (3), Невзет Хасанбашић (2), Денис Карић 1 | Мустафа Хукић                                     |
| Спартак       | Горан Луковић (29/2), Зоран Филиповић (29/1), Звездан Ћосић (28/5), Божидар Станковић (28), Венцеслав Симоновски (27), Дејан Миловановић (26/1), Блажо Раосављевић (25), Зоран Кунтић (24/11), Џемал Табаковић (23), Мустафа Агић (22), Милован Јевтић (22), Милош Дабић (20/1), Атила Сабадош (19/1), Владан Стојковић (15), Шандор Маћаш (13), Драган Ћулум (12), Мирослав Гајић (11/2), Зоран Арсић (10), Мирослав Јакшић (9), Золтан Кујунџић (9), Слободан Милишић (8), Игор Пејовић (8), Рудолф Рафаи (8), Јосип Дулић (7), Новица Гајић (7), Зоран Воротовић (7), Јожеф Џурјак (3), Тамаш Нађ (3), Никола Вукославчевић (3), Монтеро Освалдо (2/1), Антонио Марко (1), Бобан Миладинов (1), Милан Милановић (1), Карлос Роберто Жатоба 1. |                                                   |